# Reiting
Reiting är ett berg i Österrike.   Det ligger i distriktet Leoben och förbundslandet Steiermark, i den östra delen av landet, 140 km sydväst om huvudstaden Wien. Toppen på Reiting är 1 925 meter över havet.
Terrängen runt Reiting är kuperad åt sydväst, men åt nordost är den bergig. Närmaste större samhälle är Trofaiach, 8,1 km öster om Reiting. 
I omgivningarna runt Reiting växer i huvudsak blandskog. Runt Reiting är det ganska tätbefolkat, med 60 invånare per kvadratkilometer.